# Anomaly (Lecrae)
Anomaly è il settimo album in studio del rapper statunitense Lecrae, pubblicato nel 2014.

## Tracce
1. Outsiders – 4:47
2. Welcome to America – 4:22
3. Say I Won't (featuring Andy Mineo) – 3:35
4. Nuthin' – 4:05
5. Fear – 5:24
6. Anomaly – 2:29
7. Timepiece – 3:53
8. Dirty Water – 3:13
9. Wish – 3:45
10. Runners – 3:04
11. All I Need Is You – 3:44
12. Give In (featuring Crystal Nicole) – 3:47
13. Good, Bad, Ugly – 3:28
14. Broken (featuring Kari Jobe) – 4:43
15. Messengers (featuring For King & Country) – 3:36